# Mieczysław Teodorczyk (polityk)
Mieczysław Teodorczyk (ur. 20 stycznia 1950 w Wólkach) – polski polityk i samorządowiec, były marszałek województwa łódzkiego.

## Życiorys
Ukończył studia z zakresu nauk politycznych w Akademii Nauk Społecznych przy KC PZPR w Warszawie. W latach 1998–2001 zasiadał w zarządzie miasta Łódź.
W 1998 i 2002 z ramienia Sojuszu Lewicy Demokratycznej uzyskiwał mandat radnego sejmiku łódzkiego. Od 1 lutego 2001 do 29 marca 2004 zajmował stanowisko marszałka tego województwa. Później do 2007 pełnił funkcję dyrektora Łódzkiego Ośrodka Doradztwa Rolniczego. W latach 2002–2006 był członkiem Komitetu Regionów.
W 2005 związał się z Partią Demokratyczną. W tym samym roku ponownie zaangażował się w działalność SLD. W wyborach samorządowych w 2006 bez powodzenia kandydował do sejmiku, mandat radnego III kadencji objął rok później w miejsce Zdzisławy Janowskiej. Utrzymał go w 2010 na czteroletnią kadencję. Kandydował również w 2004 i 2009 do Parlamentu Europejskiego, w 2014 do łódzkiej rady miejskiej i w 2018 ponownie na radnego województwa.
Działa w Towarzystwie Przyjaciół Dzieci, wyróżniony m.in. odznaką „Zasłużony dla Miasta Łodzi”, odznaką „Przyjaciel Dziecka” i złotą odznaką Krajowej Izby Gospodarczej.